# Нейробіологія статевих відмінностей
Нейрологія статевих відмінностей - це вивчення характеристик, які розрізняють чоловічий і жіночий мозок. Деякі думки про психологічні статеві відмінності базуються на взаємодії генів, гормонів та соціальному навчанні в процесі розвитку мозку протягом усього життя. 
Існують дві протилежні думки після проведених досліджень, згідно з одною з них є лише деякі відмінності в мозку чоловіків та жінок, крім розміру, згідно із другою – статеві відмінності в мозку не зводяться тільки до розмірів тіла. 

Людський мозок. Гіпоталамус = червоний, мигдалина = зелений, гіпокамп / форнікс = сині
пони = золотий гіпофіз = рожевий

Деякі дані з досліджень морфології та функцій мозку вказують на те, що чоловічий та жіночий мозок не завжди можна вважати однаковим ні із структурної, ні з функціональної позиції, а ще деякі структури мозку є сексуально диморфними .  

## Історія
Ідеї відмінностей між чоловічим та жіночим мозку поширилися ще за часів давньогрецьких філософів (близько 850 р. до н.е). У 1854 р. Еміль Хушке виявив різницю розмірів у лобовій частці, де лобові частки мозку чоловіка на 1% більше, ніж у жінок.  По мірі розвитку науки в XIX столітті вчені почали досліджувати статевий диморфізм мозку значно більше. До останніх десятиліть вчені знали про декілька структурних статевих диморфізмів мозку, але вони не думали, що стать впливає на те, як людський мозок виконує щоденні завдання. За допомогою молекулярних, тваринних та нейровізуальних досліджень було виявлено велику кількість даних про відмінності між чоловічим та жіночим мозком та наскільки вони відрізняються за структурою та функцією. 

## Еволюційні пояснення

### Статевий відбір
У жінок спостерігається посилене пригадування інформації порівняно з чоловіками. Це може бути пов’язано з тим, що у жінок більш складна оцінка споглядання сценарію ризику, заснована на передфронтальному корковому контролі мигдалини. Наприклад, здатність згадувати інформацію краще, ніж чоловіки, швидше за все, виникла із сексуального селективного тиску на жінок під час змагань з іншими жінками у відборі матерів. Визнання соціальних ознак було вигідною характеристикою, оскільки воно в кінцевому підсумку максимізувало потомство і тому було обрано під час еволюції. 
Окситоцин - гормон, який індукує скорочення матки та лактації у ссавців, а також є характерним гормоном годуючих матерів. Дослідженнями встановлено, що окситоцин покращує просторову пам’ять. Шляхом активації киназного шляху MAP окситоцин відіграє певну роль у підвищенні довготривалої синаптичної пластичності, яка є зміною сили між двома нейронами над синапсом, що триває хвилини або довше, і довготривалою пам’яттю. Цей гормон, можливо, допоміг матерям запам'ятати місце розташування віддалених джерел їжі, щоб вони могли краще виховувати своє потомство. 

## Анатомія чоловічого та жіночого мозку
Чоловіки і жінки відрізняються в деяких аспектах свого мозку, зокрема загальною різницею в розмірах у чоловіків, які мають середній розмір головного мозку (в середньому на 8% і 13%)  але є ділянки мозку, які здаються не диференціюються по статі. Крім того, існують відмінності в моделях активації, які говорять про анатомічні чи розвиткові відмінності, але джерело цих відмінностей часто неясне. 

### Латералізація
Латералізація може відрізнятися між статями з чоловіками, про які часто говорять, що мають більш латералізований мозок. Це часто пояснюється різницею у здібностях "лівої" та "правої" долі мозку. Одним із факторів, який сприяє ідеї про те, що в латералізації мозку є різниця статі, є те, що чоловіки мають більше шансів бути лівшею. Однак незрозуміло, чи це пов’язано з різницею в латералізації. 
Мета-аналіз сірої речовини в мозку виявив сексуально диморфні ділянки мозку як за обсягом, так і за щільністю. Синтезуючись, ці відмінності показують збільшення обсягу для чоловіків, як правило, з лівої сторони систем, тоді як жінки, як правило, бачать більший об'єм у правій півкулі.  Однак, виходячи з ряду досліджень, що використовують різні методи вимірювання, немає значної різниці між латералізацією мозку чоловіків і жінок. 

### Амігдала

Мигдалина (червона) в мозку людини.

Існують відмінності в поведінці між чоловіками та жінками, які можуть припускати різницю в розмірах або функції мигдалини. На основі огляду досліджень об’єм мігдалини було виявлено різницю в розмірі сировини у самців, які мали на 10% більшу мигдалину, однак, оскільки чоловічий мозок більший, ця знахідка вводить в оману. Після нормалізації розмірів мозку не спостерігалося суттєвої різниці в розмірах мигдалини по статі. 
Щодо активації, то різниці в активації мигдалини в сексі немає. Відмінності в поведінкових тестах можуть бути обумовлені потенційними анатомічними та фізіологічними відмінностями амігдали у різних статей, а не різницями активації. 
Емоційне вираження, розуміння та поведінка, як видається, відрізняються між чоловіками та жінками, однак ці відмінності не корелюються з будь-якою різницею в структурі чи розмірі мозку. В огляді 2012 року було зроблено висновок, що чоловіки та жінки мають відмінності в обробці емоцій. Чоловіки, як правило, мають більш сильну реакцію на загрозливі подразники і чоловіки реагують на більшу фізичну агресію, проте висновку про пряму роль мигдалини не було зроблено. 

### Гіпокамп
Атрофія гіпокампу пов'язана з різноманітними психічними розладами, які мають більшу поширеність у жінок. Крім того, існують відмінності у навичках пам’яті між чоловіками та жінками, що може припустити різницю в обсязі гіпокампи (ВГС). Мета-аналіз різниці в обсязі виявив більш високий показник HCV у чоловіків, не коригуючи загальний розмір мозку. Однак, скоригувавшись на індивідуальні відмінності та загальний об'єм мозку, вони не виявили різниці статей, незважаючи на сподівання, що у жінок може бути більший обсяг гіпокампу. 

### Сіра речовина
Конкретні ділянки, в яких вимірювали різниці, включали чоловіків, що мають більший об'єм сірої речовини у двосторонній мигдалині, гіпокампі та передньому парахіпокампа гірі, серед інших, у жінок більший об'єм сірої речовини у правому лобному полюсі, нижній та середній лобовій звивині, передньому цингулаті звивини та бічна потилична кора, серед інших. За щільністю також існують відмінності між статями. Самці, як правило, мають щільнішу ліву мигдалину, гіпокамп та ділянки правої VI частки мозочка, серед інших областей, у той час як жінки мають більш щільний лівий лобовий полюс.  Значення цих відмінностей полягає як у латералізації (самці, що мають більший об'єм у лівій півкулі, так і самки, що мають більший об'єм у правій півкулі), та можливому використанні цих висновків для дослідження відмінностей у неврологічних та психіатричних станах.

### Трансгендерні дослідження з анатомії мозку
Ранні післясмертні дослідження транссексуальної неврологічної диференціації були зосереджені на гіпоталамічній та міндалевій області мозку. З допомогою магнітно - резонансної томографії (МРТ), деякі трансов - жінок були виявлені у жінок типовою шкаралупи, які були більше за розміром, ніж цісгендерность чоловіків.  Деякі транс-жінки також показали жіночу типову центральну частину постільного ядра Stria terminalis (BSTc) та інтерстиціальне ядро переднього гіпоталамуса № 3 (INAH-3), дивлячись на кількість нейронів, знайдених у кожному. 

## Мозкові мережі
І самці, і жінки мають послідовну діючу мережу діючої пам’яті, що складається з двосторонньої середньої лобової звивини, лівої звивистої звивини, правої прекунеї, лівої нижньої та верхньої тім'яної частки, правої клауструми та лівої середньої скроневої звивини .  Хоча одні і ті ж мозкові мережі використовуються для роботи пам’яті, певні регіони залежать від сексу. Статеві відмінності були очевидні в інших мережах, оскільки жінки також мають більш високу активність у передній та лімбічній областях, таких як передній тигр, двостороння мигдалина та правий гіпокамп, у той час як чоловіки мають тенденцію до поширення мережі мозочка, ділянок верхньої тім'яної частки, лівої інсули та двостороннього таламуса .  
2017 огляд з точки зору великомасштабних мереж мозку, припустили, що більш висока сприйнятливість жінок до стресу схильні до захворювань, як ПТСР і великого депресивного розладу, в якому мережу помітність теоретизує бути гіперактивним і втручатися в мережі виконавчого управління, можуть частково має бути обумовлено суспільним впливом стресорів та стратегіями подолання, які доступні жінкам, основними мовними відмінностями за ознакою статі. 

## Нейрохімічні відмінності

### Гормони
Гонадні гормони або статеві гормони включають андрогени (такі як тестостерон) та естрогени (такі як естрадіол), які є стероїдними гормонами, синтезованими, головним чином, в яєчках і яєчниках відповідно. Виробництво статевих гормонів регулюється гонадотропними гормонами лютеїнізуючим гормоном (ЛГ) та фолікулостимулюючим гормоном (ФСГ), вивільнення якого з передньої гіпофіза стимулюється гонадотропіновим рилізинг-фактором (ГРФ) з гіпоталамуса . 
Стероїдні гормони мають ряд впливів на розвиток мозку, а також підтримку гомеостазу протягом усього дорослого віку. Естрогенові рецептори були виявлені в гіпоталамусі, гіпофізі, гіпокампі та лобній корі, що свідчить про те, що естроген грає роль у розвитку мозку. Рецептори гормональних горнадів також виявлені в базальних ядрах переднього мозку. 

#### Естроген і жіночий мозок
Естрадіол впливає на пізнавальну функцію, зокрема, покращуючи навчання та пам’ять залежно від дози. Занадто багато естрогену може мати негативні наслідки, послаблюючи виконання вивчених завдань, а також перешкоджаючи виконанню завдань пам'яті; це може призвести до того, що жінки виявляють слабше виконання таких завдань порівняно з чоловіками. 
Оваріектомія, операції, що викликають менопаузу, або природна менопауза викликають коливання та зниження рівня естрогену у жінок. Це в свою чергу може «послабити ефекти» ендогенних опіоїдних пептидів. Відомо, що опіоїдні пептиди відіграють роль в емоції та мотивації. Встановлено, що β-ендорфін (β-EP), ендогенний опіоїдний пептид, вміст зменшується (в різних кількостях / області мозку), після оваріектомії, у самих щурів у гіпоталамусі, гіпокампі та гіпофізі . Така зміна рівня β-EP може бути причиною перепадів настрою, порушень поведінки та гарячих спалахів у жінок після менопаузи. 

#### Прогестерон і чоловічий і жіночий мозок
Прогестерон - це стероїдний гормон, який синтезується як у чоловічому, так і в жіночому мозку. Він містить характеристики, знайдені в хімічному ядрі як гормонів естрогену, так і андрогенів.  Як жіночий статевий гормон, прогестерон є більш значущим у жінок, ніж у чоловіків. Під час менструального циклу прогестерон збільшується відразу після фази овуляції, щоб пригнічувати лютеїнізуючі гормони, такі як всмоктування окситоцину.  У чоловіків підвищений прогестерон пов'язаний з підлітками із суїцидальною ідеальністю. 

#### Тестостерон і чоловічий мозок
Тестостерон гонадного гормону - андрогенний або маскулінізуючий гормон, який синтезується як у чоловічих яєчках, так і в жіночих яєчниках  зі швидкістю близько 14000 мкг / добу та 600 мкг / добу відповідно.  Тестостерон надає організаційний вплив на мозок, що розвивається, багато з яких опосередковуються через рецептори естрогену після його перетворення в естроген ферментом ароматази в мозку.

## Пізнавальні завдання
Колись вважалося, що статеві відмінності в когнітивному завданні та вирішенні проблем виникають до статевої зрілості. Однак, станом на 2000 рік, дані свідчать про те, що когнітивні та майстерні відмінності існують раніше у розвитку. Наприклад, дослідники виявили, що хлопчики трьох і чотирьох років краще орієнтувались та ментально оберталися фігури в обличчі годинника, ніж дівчата того ж віку. Однак, попередньо подані дівчата відзначились нагадуванням списків слів. Ці статеві відмінності в пізнанні відповідають швидше здібностям, а не загальному інтелекту. Лабораторні установки використовуються для систематичного вивчення статевого диморфізму у вирішенні завдань дорослих. 
У середньому самці переважають відносно жінок при певних просторових завданнях. Зокрема, самці мають перевагу в тестах, які вимагають розумової ротації чи маніпулювання предметом.  У комп’ютерному моделюванні завдання лабіринту самці виконали завдання швидше і з меншою кількістю помилок, ніж їхні жінки-колеги. Крім того, самці демонструють більш високу точність у тестах цілеспрямованих рухових навичок, таких як направляючі снаряди.  Самці також швидше на час реакції та тести пальцями. 
У середньому, жінки на випробуваннях, що вимірюють спогад, вищі за чоловіків. Вони мають перевагу в швидкості обробки, що включає букви, цифри та завдання швидкого іменування.  Жінки, як правило, мають кращу пам'ять об'єкта та словесну пам'ять .  Вони також краще працюють у словесному навчанні.  Жінки мають кращу продуктивність при суміщенні предметів і точних завдань, таких як розміщення кілочок у призначені отвори. У завданнях лабіринту та завершення шляху чоловіки вивчають маршрут мети в меншій кількості випробувань, ніж жінки, але жінки пам'ятають більше представлених орієнтирів. Це показує, що жінки використовують орієнтири в повсякденних ситуаціях, щоб орієнтуватися більше, ніж чоловіки. Жінки краще запам’ятовують, чи змінили об’єкти місця чи ні. 

## Додаткова література
- Rippon, Gina (28 лютого 2019). The gendered brain : the new neuroscience that shatters the myth of the female brain. Bodley Head. ISBN 978-1847924759.